# Žlebnik (priimek)
Žlebnik je priimek več znanih Slovencev:
- Andrej Žlebnik (1951(?)—2001), veleposlanik
- Darko Žlebnik (1951—2024), pisatelj
- Leon Žlebnik (1918—2004), filozof, pedagog in psiholog
- Ljubo Žlebnik (*1929), hidrogeolog
- Mara Žlebnik (1922—2007), političarka
- Rok Žlebnik (*1973), fotograf
- Zvezdodrag (Zvezdan) Žlebnik (1949—2007), podjetnik, gospodarstvenik